# ベトナムの在外公館の一覧

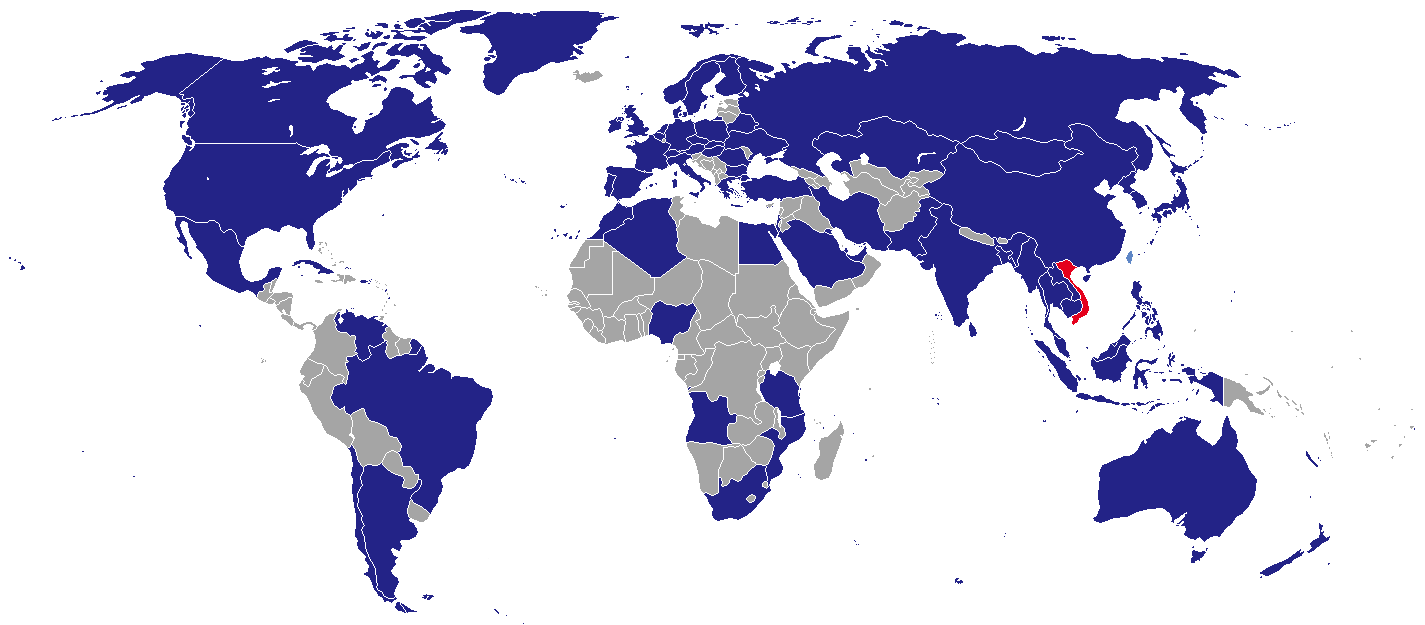
ベトナムの在外公館が設置されている国

ベトナムの在外公館の一覧では、ベトナムが派遣している外交使節団（大使館、総領事館、政府代表部等）を挙げる。

## 概説
現在のベトナム社会主義共和国の前身であるベトナム民主共和国（北ベトナム）における最初の在外公館は、1946年から1947年にかけて行われたフォンテーヌブロー合意期間中に設置されたパリの駐在員事務所である。その後、1948年にはバンコクに駐在員事務所が設置されたが、タイ政府がベトナム共和国（南ベトナム）を承認した1951年に閉鎖された。大使館については、1950年に北京に開設され、1952年にはモスクワに開設された。その後、南寧、昆明、広州に領事館が開設。1964年には、19の在外公館が開設され、1970年には30にまで増加した。
一方のベトナム共和国（南ベトナム）もまた、1975年のサイゴン陥落まで独自の外交ネットワークを持っていた。

## アジア
- アラブ首長国連邦
  - 在アラブ首長国連邦大使館 (アブダビ)
- イスラエル
  - 在イスラエル大使館（テルアビブ）
- イラン
  - 在イラン大使館（テヘラン）
- インド
  - 在インド大使館（ニューデリー）
  - 在ムンバイ総領事館（ムンバイ）
- インドネシア
  - 在インドネシア大使館（ジャカルタ）
- カタール
  - 在カタール大使館（ドーハ）
- カンボジア
  - 在カンボジア大使館（プノンペン）

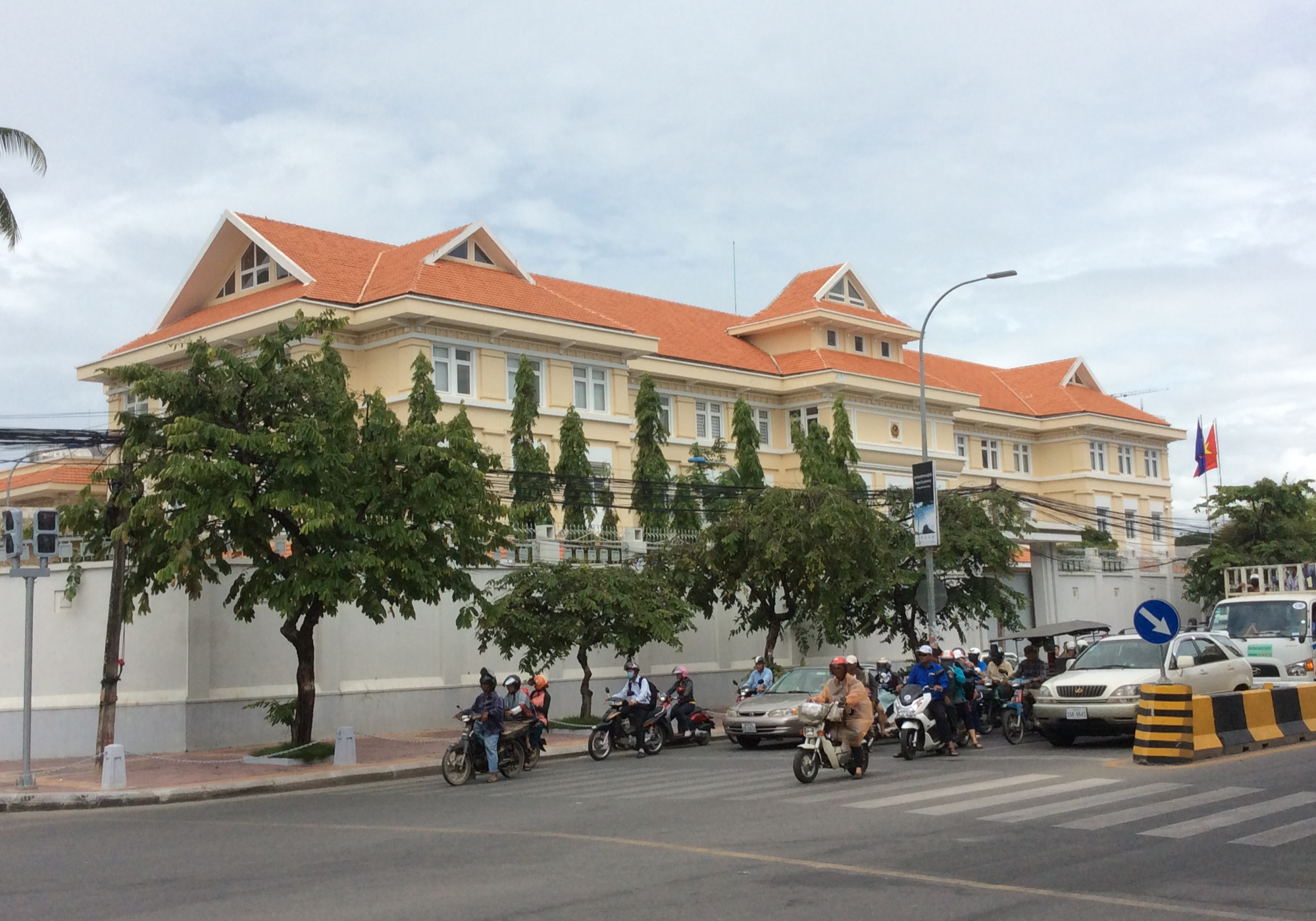
在カンボジアベトナム大使館

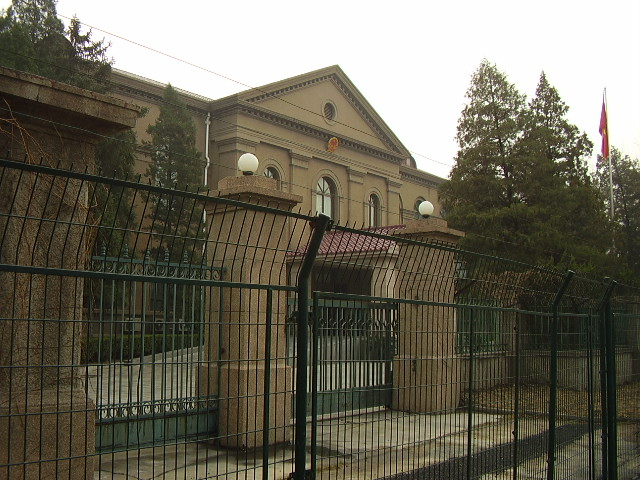
在中華人民共和国ベトナム大使館

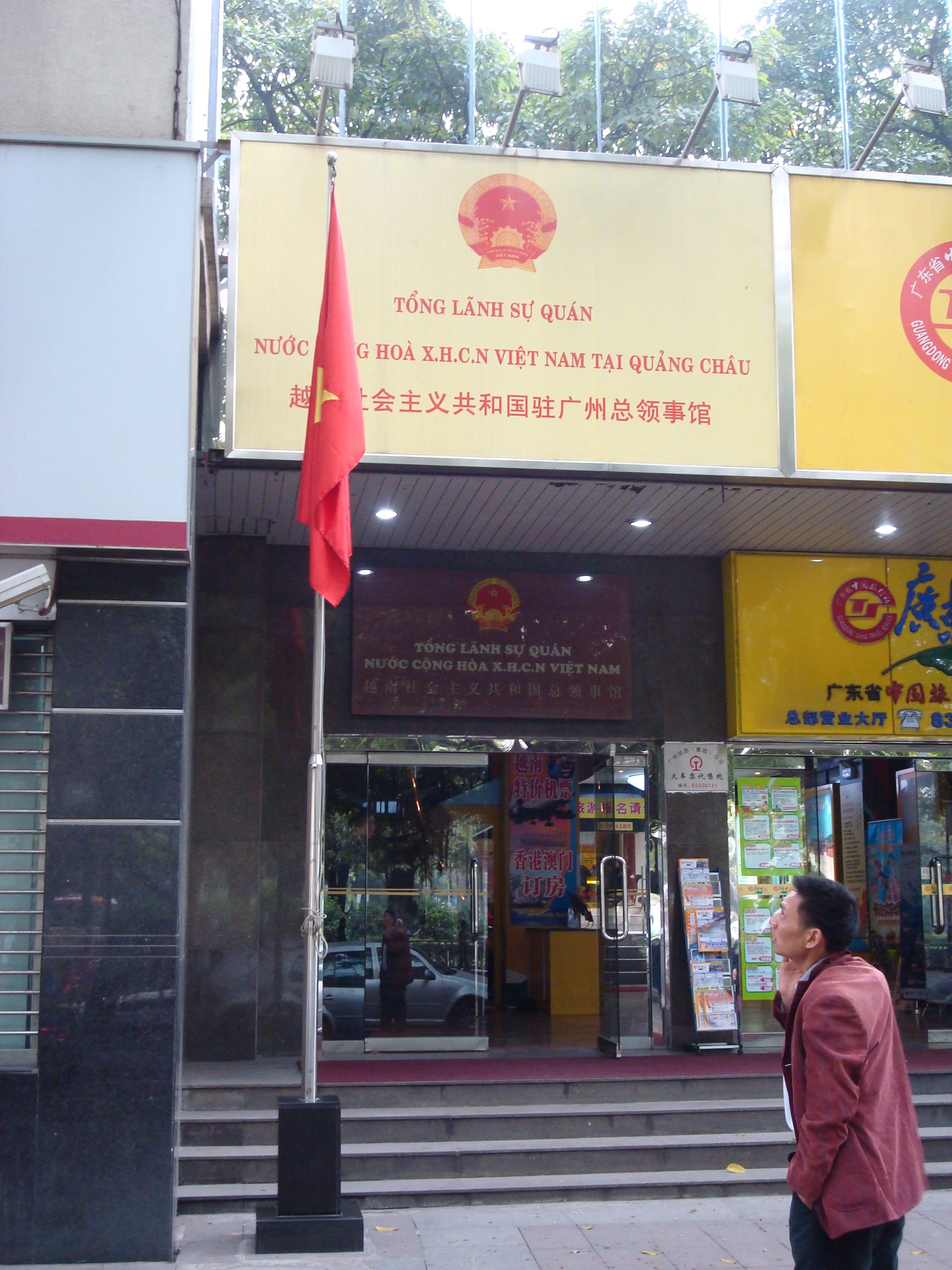
在広州ベトナム総領事館

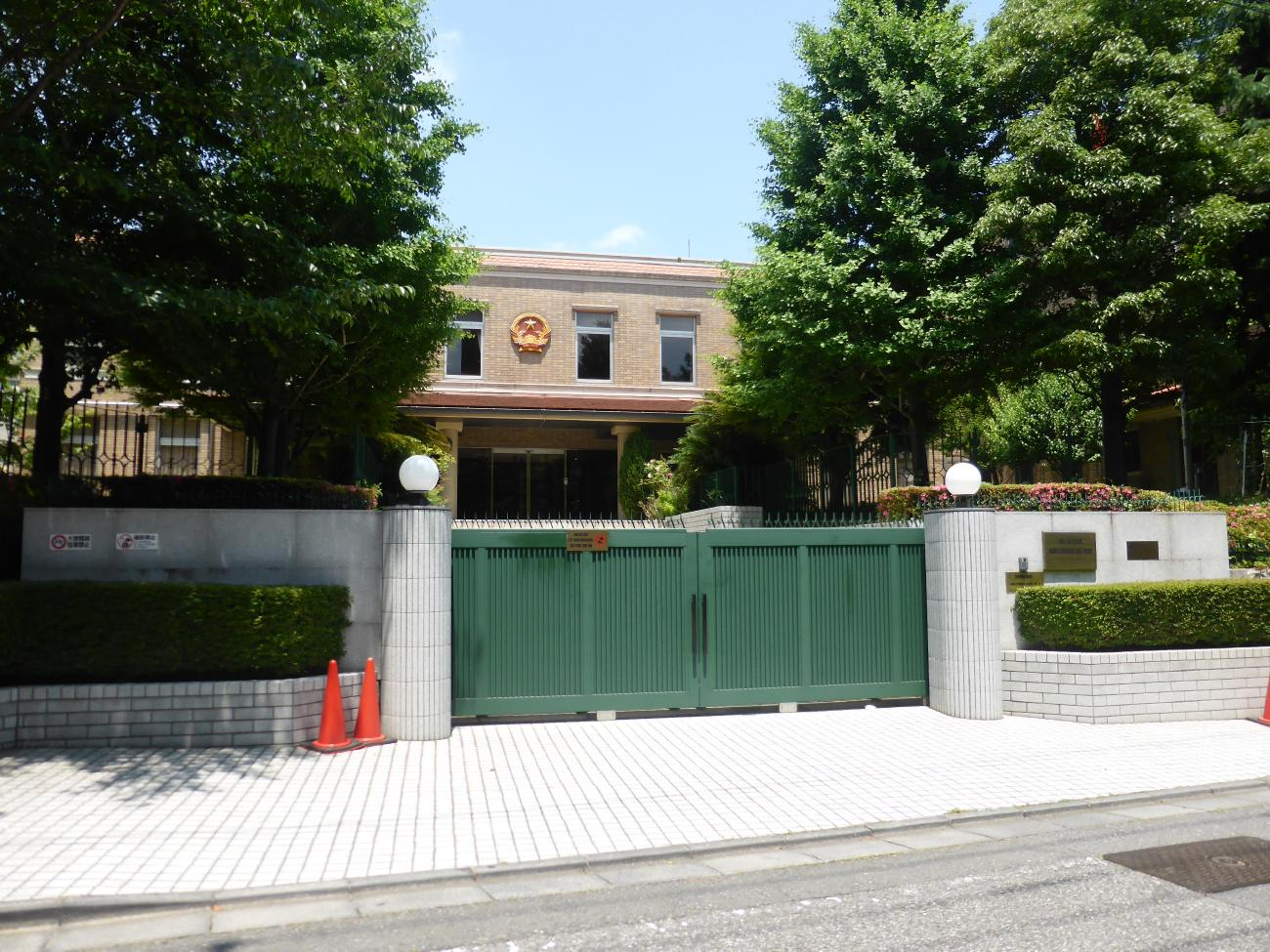
駐日ベトナム大使館

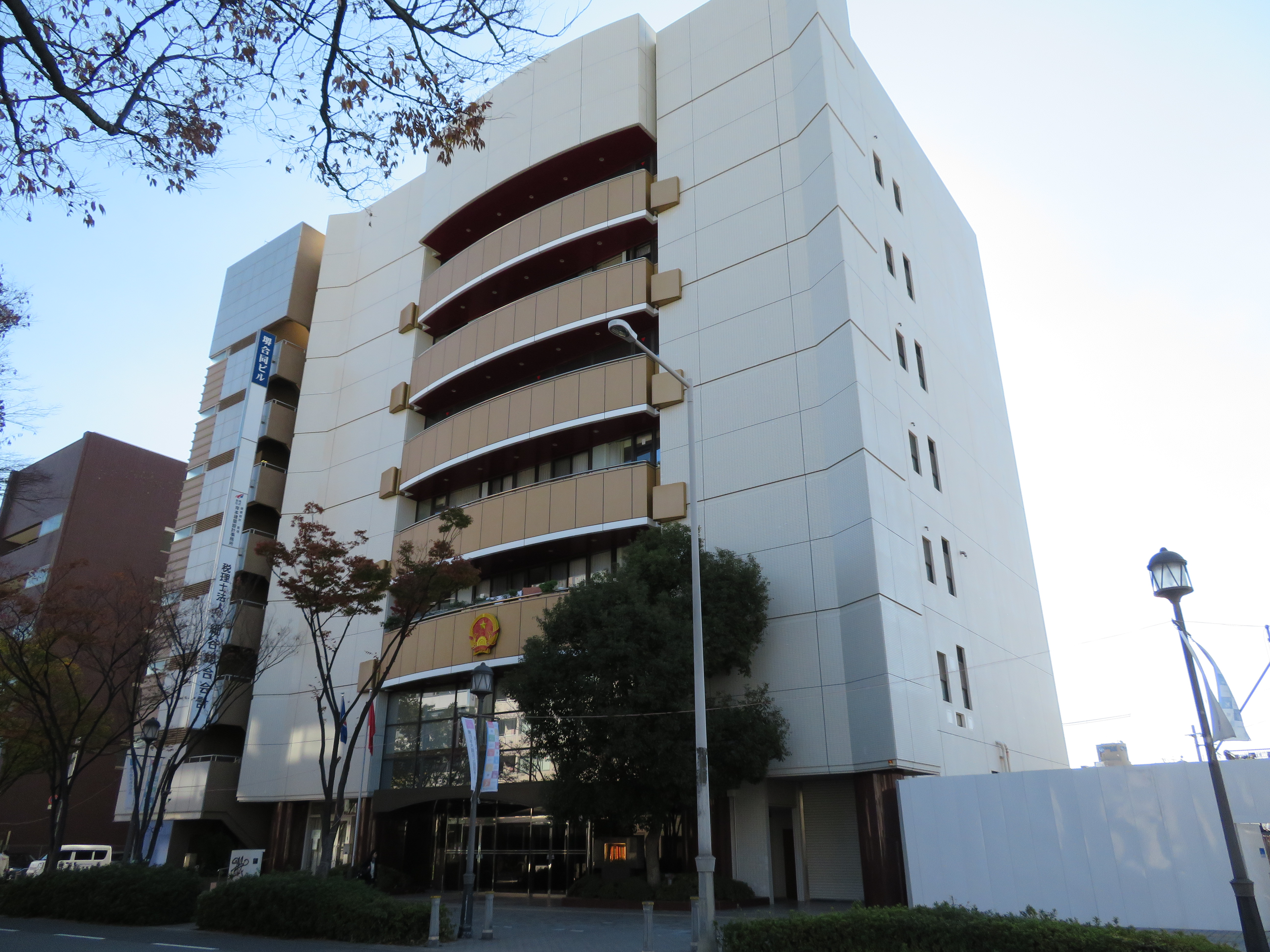
在大阪ベトナム総領事館

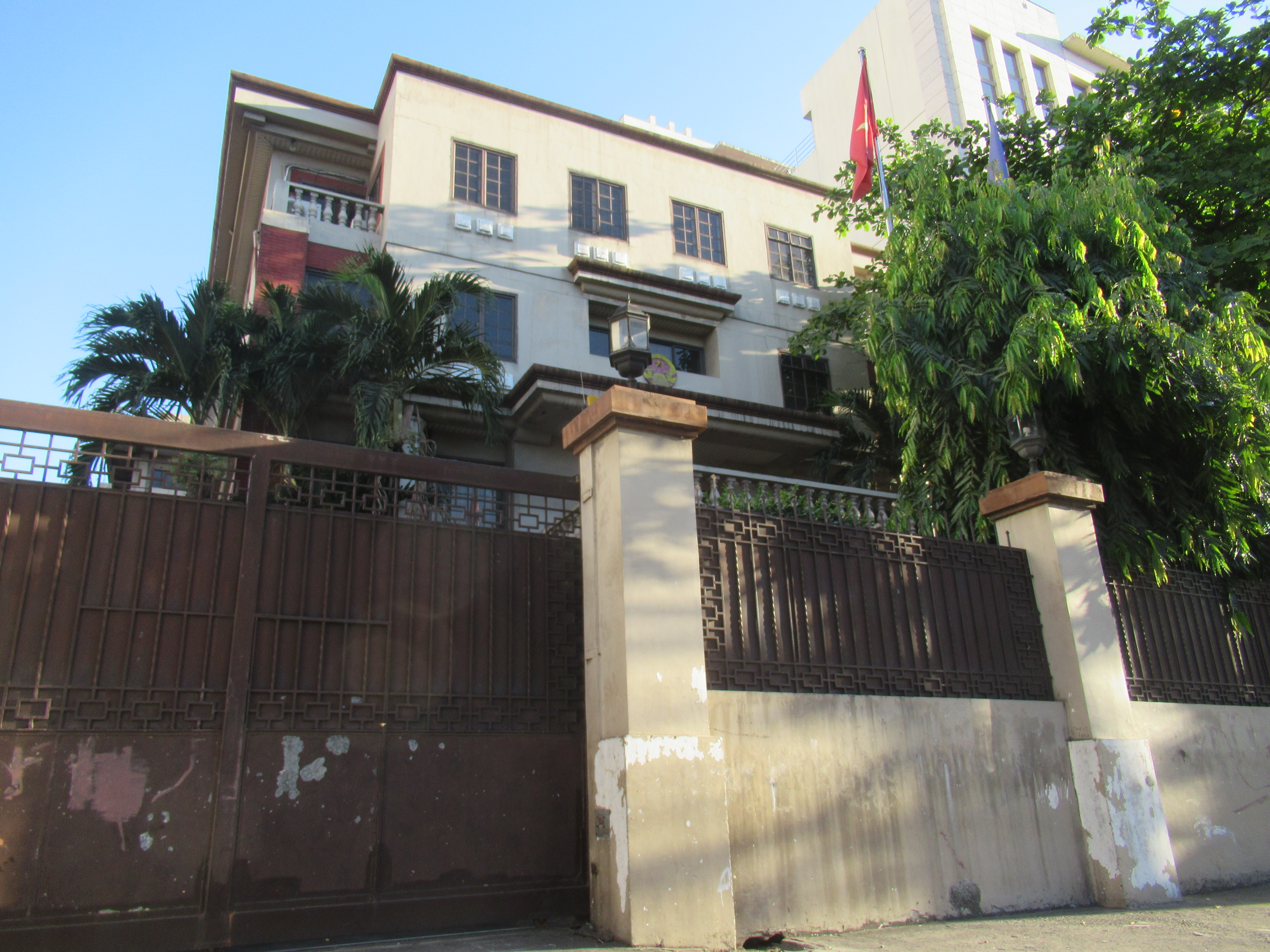
在フィリピンベトナム大使館

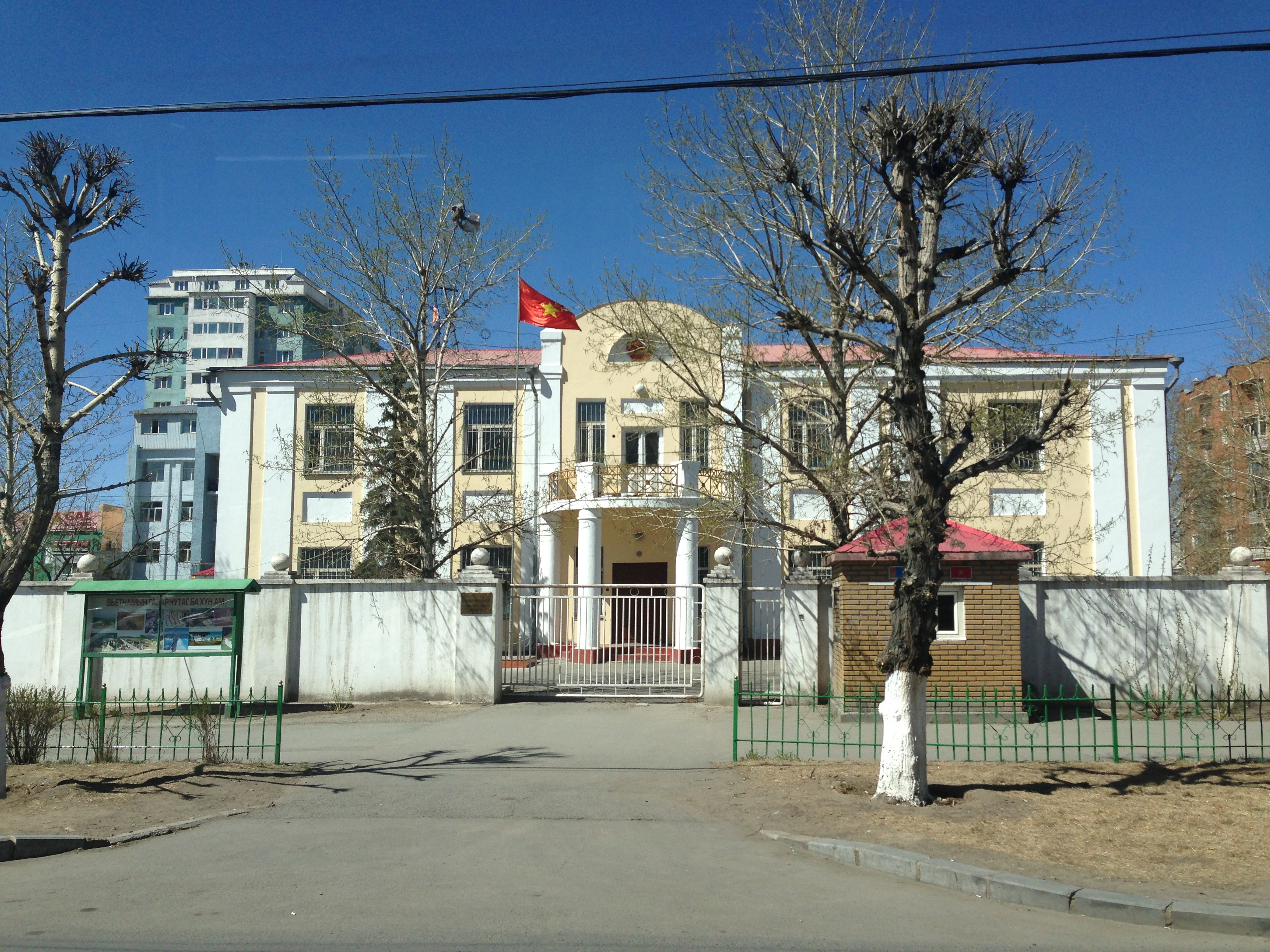
在モンゴルベトナム大使館

  - 在シアヌークビル総領事館 (シアヌークビル)
  - 在バタンバン総領事館 (バタンバン)
- カザフスタン
  - 在カザフスタン大使館（ヌルスルタン）
- クウェート
  - 在クウェート大使館（クウェート市）
- サウジアラビア
  - 在サウジアラビア大使館（リヤド）
- シンガポール
  - 在シンガポール大使館（シンガポール）
- スリランカ
  - 在スリランカ大使館（コロンボ）
- タイ
  - 在タイ大使館（バンコク）
  - 在コーンケン総領事館 (コーンケン)
- 韓国
  - 在大韓民国大使館 (ソウル)
- 台湾
  - 在台北経済文化代表処（台北）
- 中華人民共和国
  - 在中華人民共和国大使館（北京）
  - 在広州総領事館 (広州)
  - 在昆明総領事館 (昆明)
  - 在上海総領事館 (上海)
  - 在南寧総領事館 (南寧)
  - 在香港総領事館 (香港)
  - 在マカオ領事事務所 (マカオ)
- 北朝鮮
  - 在朝鮮人民共和国大使館 (平壌)
- トルコ
  - 在トルコ大使館（アンカラ）
- 日本
  - 在日本国大使館（東京）
  - 在大阪総領事館（大阪）
  - 在福岡総領事館（福岡）
- パキスタン
  - 在パキスタン大使館（イスラマバード）
- バングラデシュ
  - 在バングラデシュ大使館（ダッカ）
- フィリピン
  - 在フィリピン大使館（マニラ）
- ブルネイ
  - 在ブルネイ大使館（バンダルスリブガワン）
- マレーシア
  - 在マレーシア大使館（クアラルンプール）
- ミャンマー
  - 在ミャンマー大使館（ヤンゴン）
- モンゴル
  - 在モンゴル大使館（ウランバートル）
- ラオス
  - 在ラオス大使館（ヴィエンチャン）
  - 在サワンナケート総領事館 (サワンナケート)
  - 在パークセー総領事館 (パークセー)
  - 在ルアンパバーン総領事館 (ルアンパバーン)

## ヨーロッパ
- イタリア
  - 在イタリア大使館（ローマ）
- ウクライナ
  - 在ウクライナ大使館（キエフ）
- イギリス
  - 在英国大使館（ロンドン）
- オーストリア
  - 在オーストリア大使館（ウィーン）
- オランダ
  - 在オランダ大使館（ハーグ）
- ギリシャ
  - 在ギリシャ大使館（アテネ）
- スイス
  - 在スイス大使館（ベルン）
- スウェーデン
  - 在スウェーデン大使館（ストックホルム）
- スペイン
  - 在スペイン大使館（マドリッド）
- スロバキア
  - 在スロバキア大使館（ブラチスラバ）
- チェコ
  - 在チェコ大使館（プラハ）
- デンマーク
  - 在デンマーク大使館（コペンハーゲン）
- ドイツ
  - 在ドイツ大使館（ベルリン）

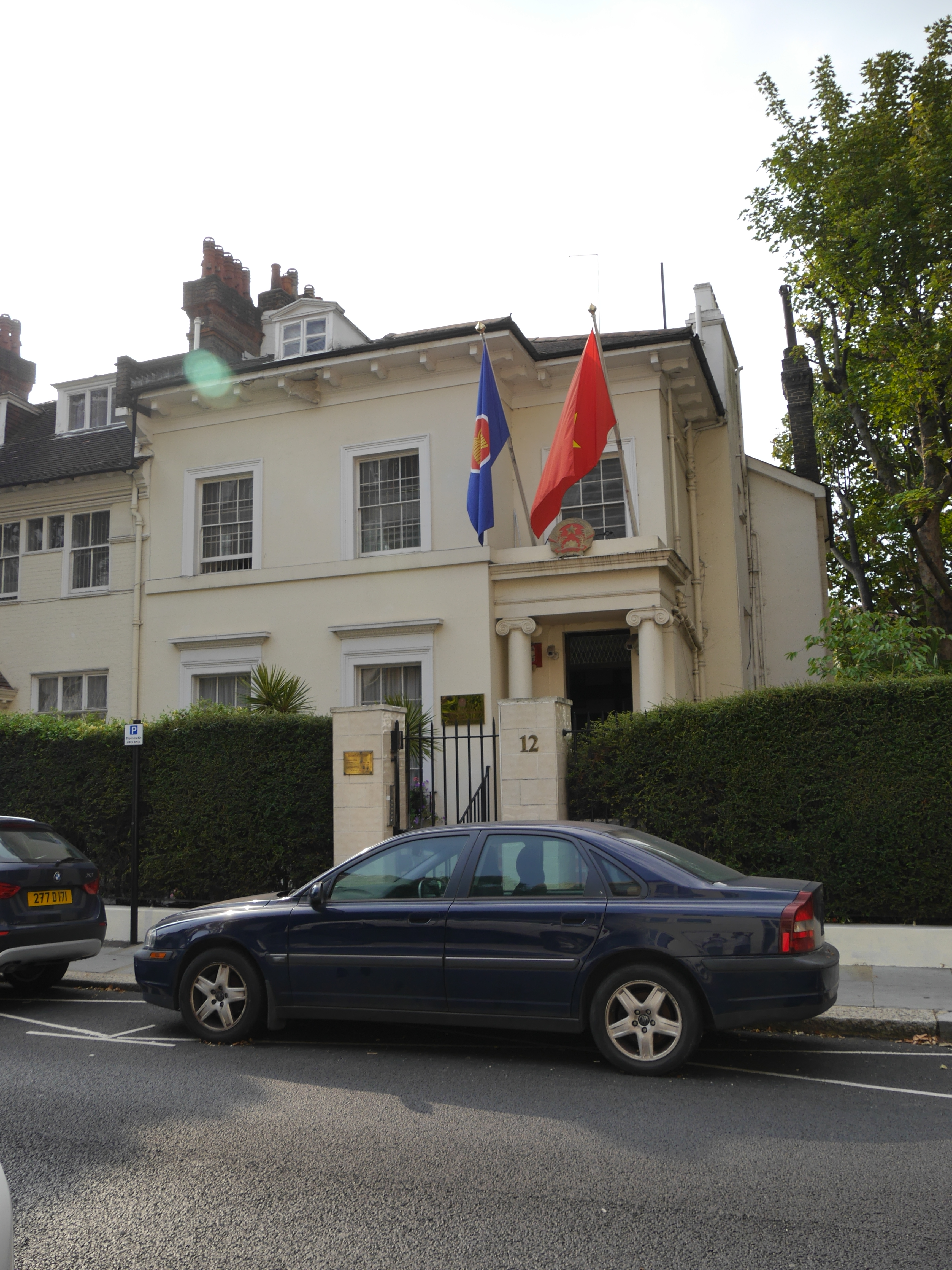
在英国ベトナム大使館

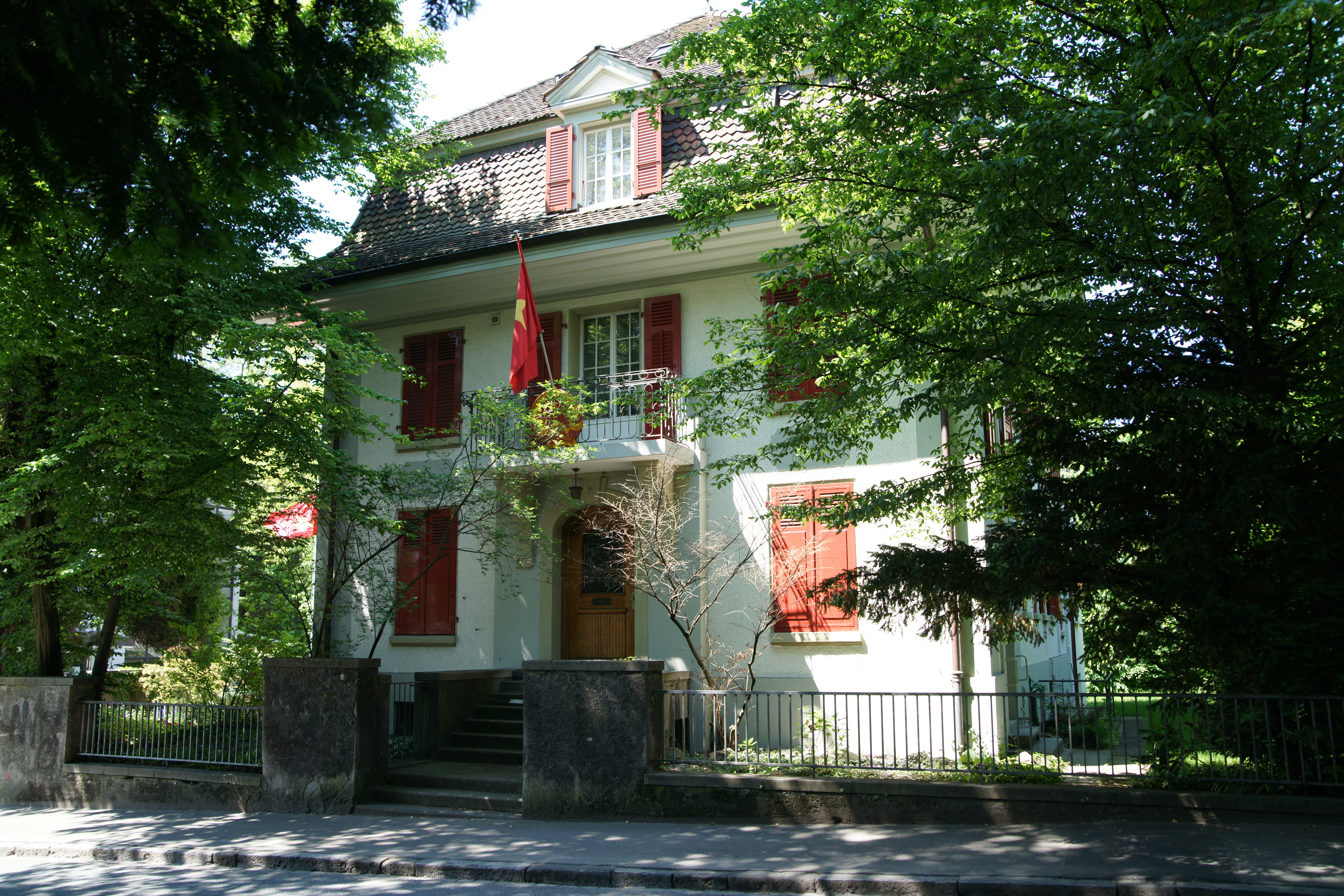
在スイスベトナム大使館

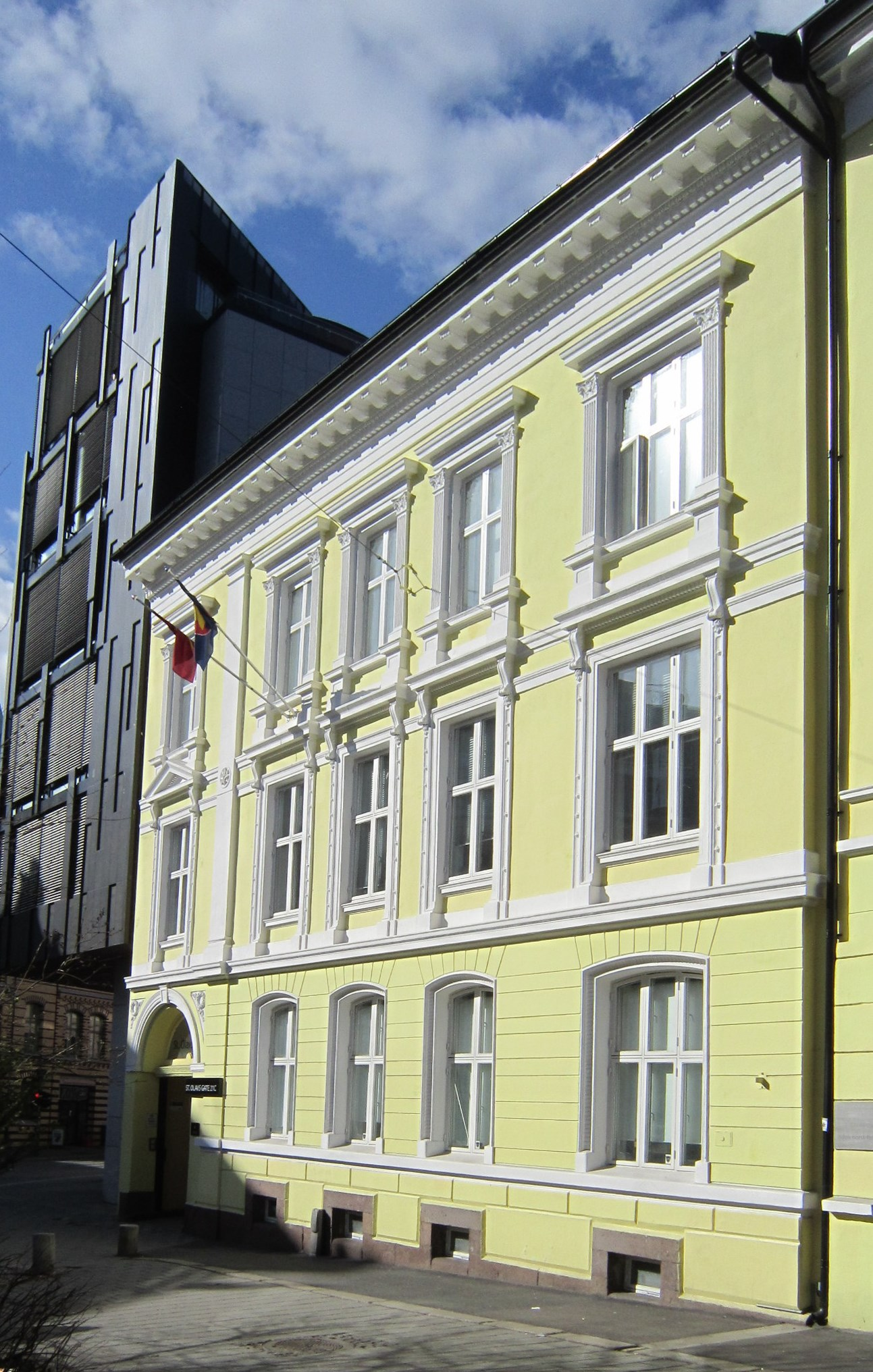
在ノルウェーベトナム大使館

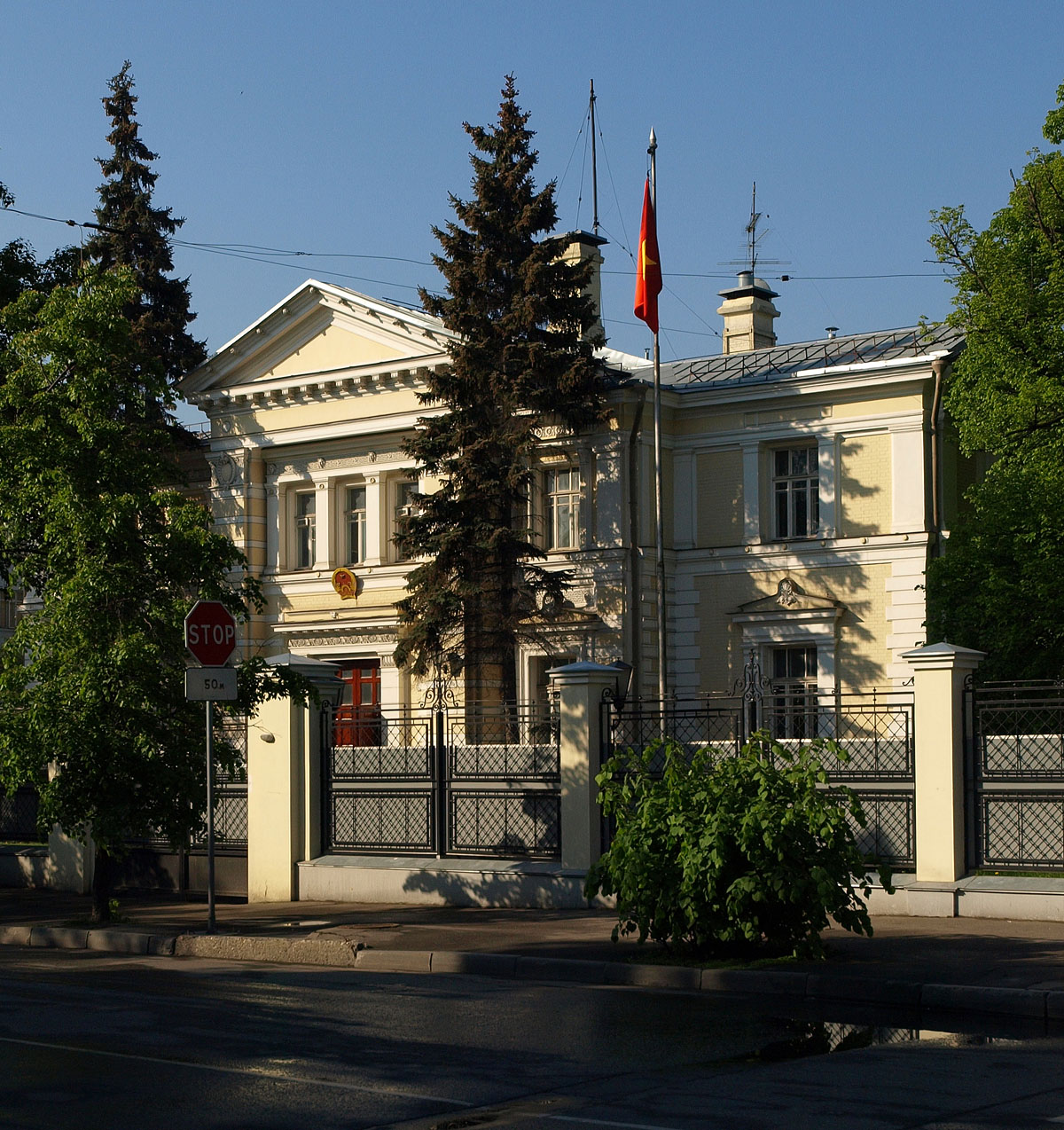
在ロシアベトナム大使館

  - 在フランクフルト総領事館（フランクフルト）
- ノルウェー
  - 在ノルウェー大使館（オスロ）
- ハンガリー
  - 在ハンガリー大使館（ブダペスト）
- フィンランド
  - 在フィンランド大使館（ヘルシンキ）
- フランス
  - 在フランス大使館（パリ）
- ブルガリア
  - 在ブルガリア大使館（ソフィア）
- ベラルーシ
  - 在ベラルーシ大使館（ミンスク）
- ベルギー
  - 在ベルギー大使館（ブリュッセル）
- ポーランド
  - 在ポーランド大使館（ワルシャワ）
- ルーマニア
  - 在ルーマニア大使館（ブカレスト）
- ロシア
  - 在ロシア大使館（モスクワ）
  - 在ウラジオストク総領事館（ウラジオストク）
  - 在エカテリンブルグ総領事館（エカテリンブルグ）

## アメリカ
- アメリカ合衆国

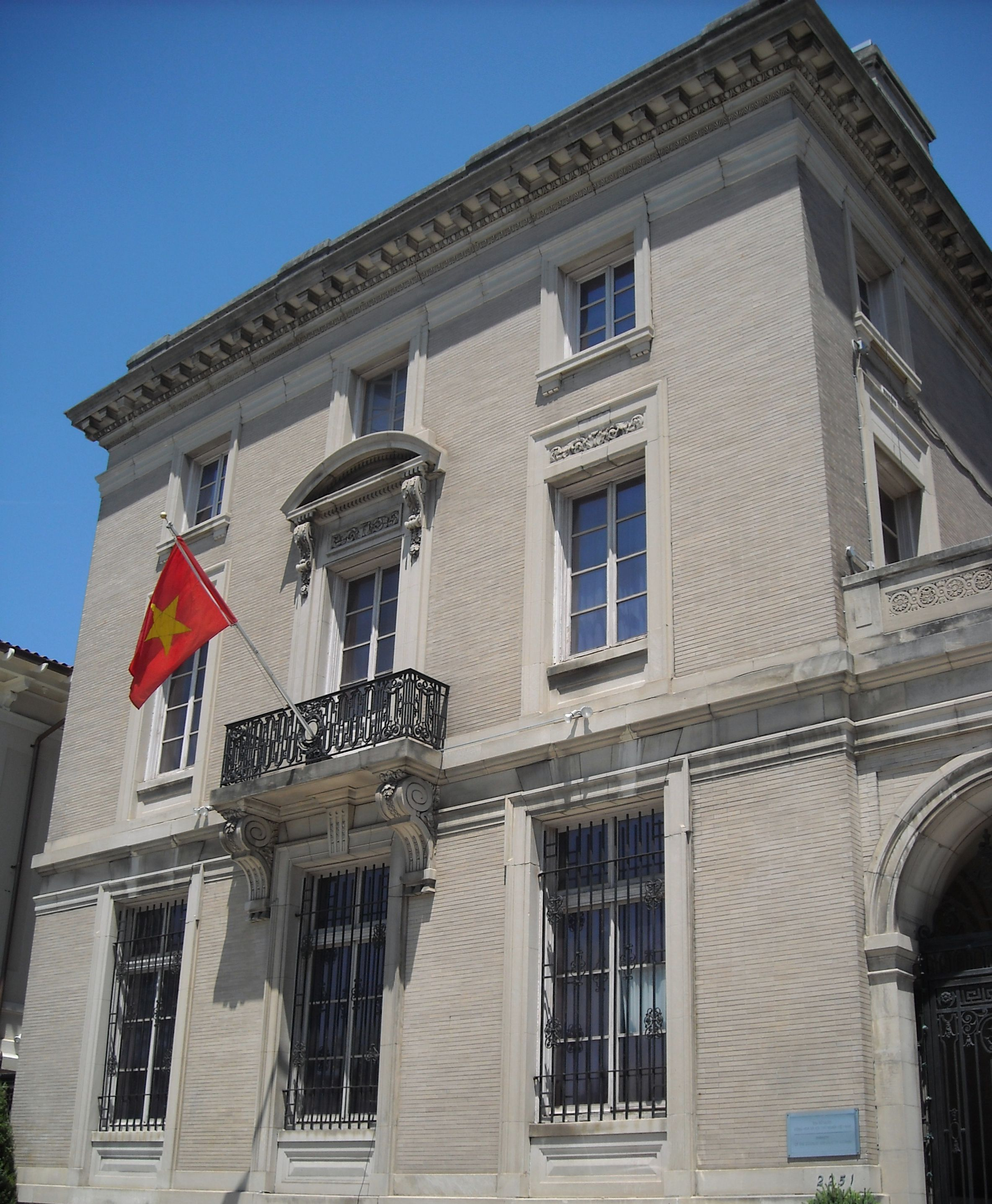
在米国ベトナム大使館

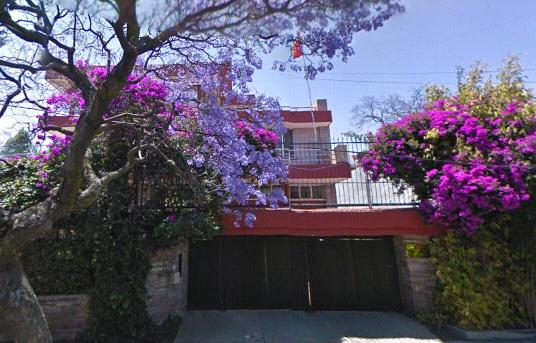
在メキシコベトナム大使館

  - 在アメリカ合衆国大使館（ワシントンD.C.）
  - 在サンフランシスコ総領事館（サンフランシスコ）
  - 在ニューヨーク総領事館（ニューヨーク）
  - 在ヒューストン総領事館（ヒューストン）
- アルゼンチン
  - 在アルゼンチン大使館（ブエノスアイレス）
- カナダ
  - 在カナダ大使館（オタワ）
  - 在バンクーバー総領事館（バンクーバー）
- キューバ
  - 在キューバ大使館 (ハバナ)
- チリ
  - 在チリ大使館（サンティアゴ・デ・チレ）
- ブラジル
  - 在ブラジル大使館（ブラジリア）
- ベネズエラ
  - 在ベネズエラ大使館（カラカス）
- メキシコ
  - 在メキシコ大使館 (メキシコシティ)

## アフリカ

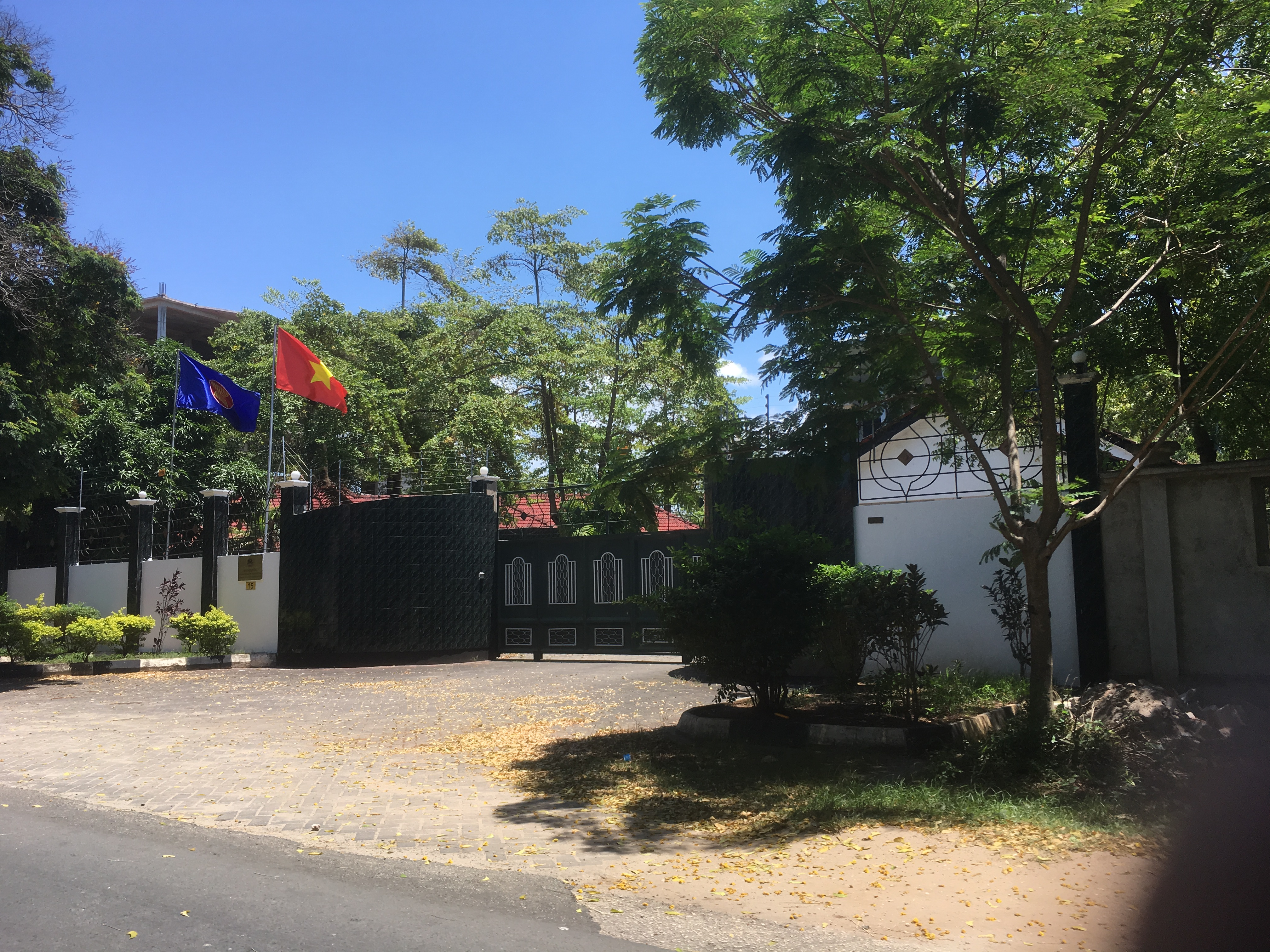
在タンザニアベトナム大使館

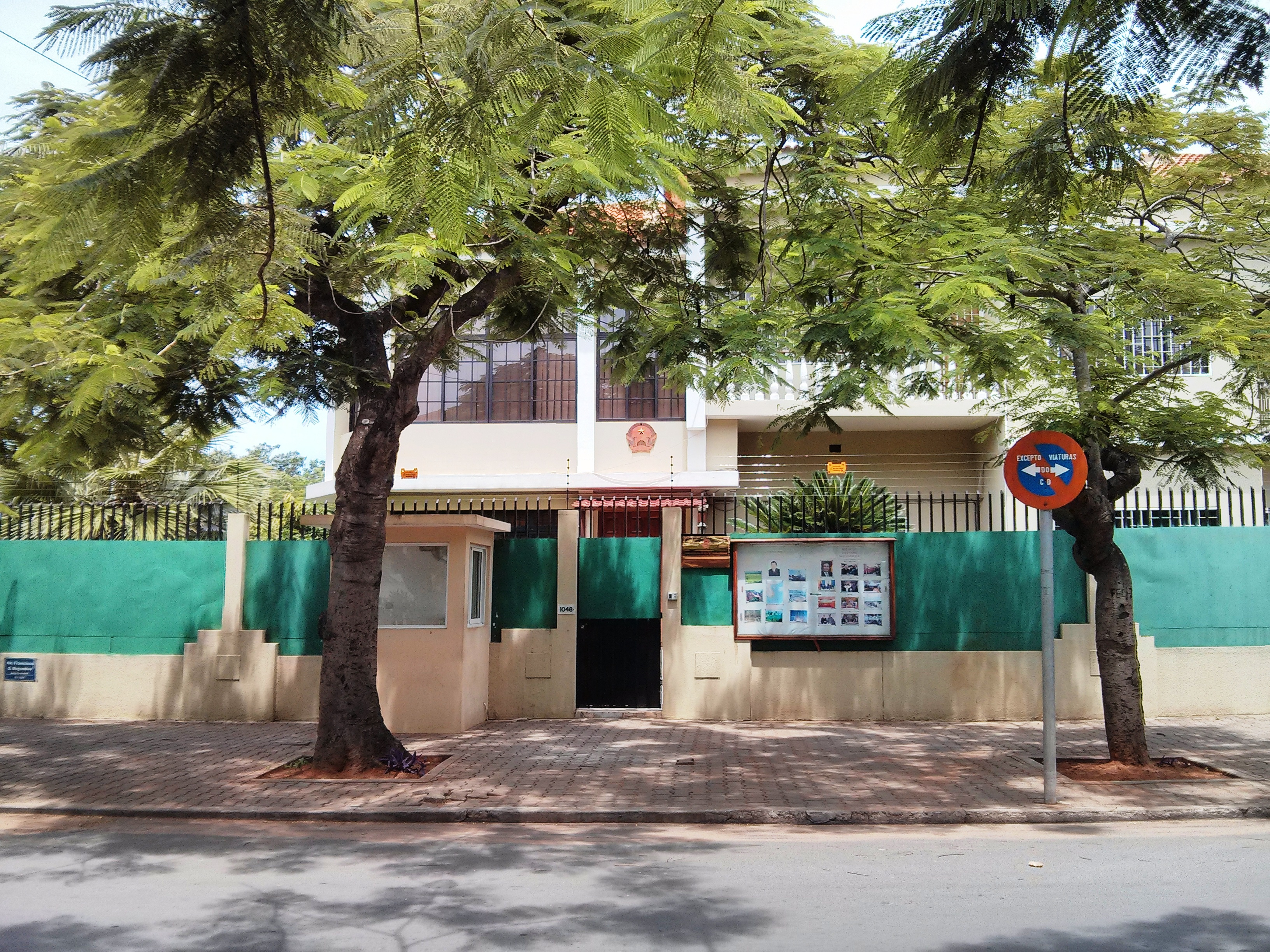
在モザンビークベトナム大使館

- アルジェリア
  - 在アルジェリア大使館（アルジェ）
- アンゴラ
  - 在アンゴラ大使館（ルアンダ）
- エジプト
  - 在エジプト大使館（カイロ）
- タンザニア
  - 在タンザニア大使館（ダルエスサラーム）
- ナイジェリア
  - 在ナイジェリア大使館（アブジャ）
- 南アフリカ共和国
  - 在南アフリカ共和国大使館（プレトリア）
- モザンビーク
  - 在モザンビーク大使館 (マプト)
- モロッコ
  - 在モロッコ大使館（ラバト）

## オセアニア

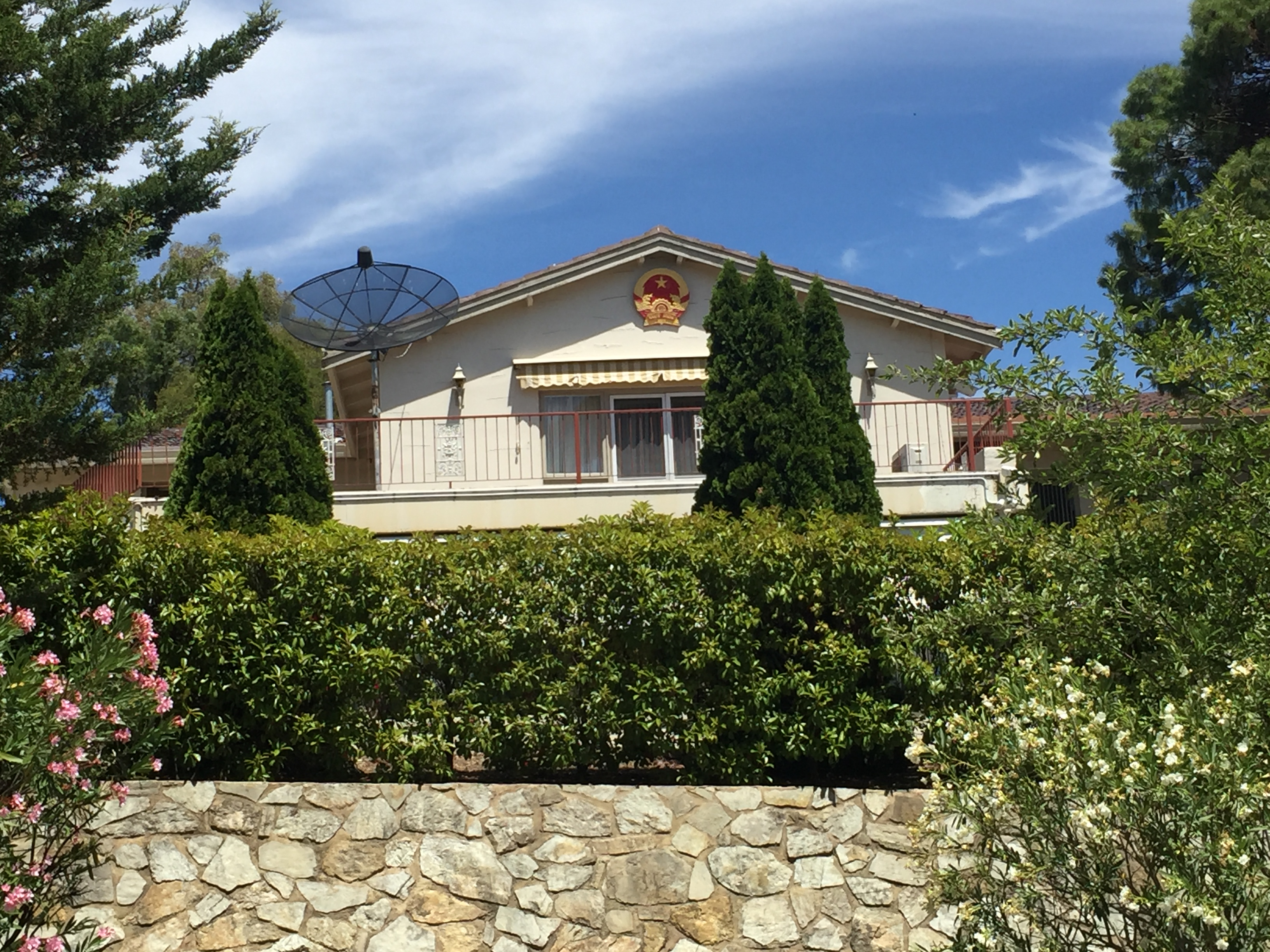
在オーストラリアベトナム大使館

- オーストラリア
  - 在オーストラリア大使館（キャンベラ）
  - 在シドニー総領事館（シドニー）
  - 在パース総領事館（パース)
- ニュージーランド
  - 在ニュージーランド大使館（ウェリントン）

## 国際機関代表部
- 国際連合代表部（ニューヨーク、ジュネーヴ）
- 欧州連合代表部（ブリュッセル）
- 国際連合教育科学文化機関代表部（パリ）
- 東南アジア諸国連合（ジャカルタ）